# Bovale
Die Rotweinsorten-Familie Bovale ist auf der italienischen Insel Sardinien verbreitet. Möglicherweise besteht eine Verwandtschaft mit den spanischen Sorten Bobal oder Monastrell.
Es gibt zwei Varietäten:
- Bovale Grande (Synonyme: Bova Murru, Bovale di Spagna, Bovale Mannu, Maraiola Maggiore, Mostaia, Nieddara, Nièddera, Nieddu Manu, Tintiglia, Tintilia, Tintillosa, Tintirella, Zinzillosa) ist die häufigere der beiden Sorten und wird zumeist für Verschnitte verwendet. Einige der Synonyme verraten, dass die Rebsorte über eine kräftige rote Farbe verfügt. Bis 2006 gingen die Ampelographen davon aus, dass die in der festlanditalienischen Region Molise als Tintilia bekannte Rebsorte mit der Bovale Grande identisch sei. Eine DNA-Analyse belegt jedoch die Eigenständigkeit der Rebsorte Tintilia del Molise[1]. Aus ihr wird der gleichnamige DOC-Wein Tintilia del Molise gekeltert.
- Aus der Sorte Bovale Sardo (Synonyme: Bovale Piccolo, Bovale Piticco, Bovaleddo, Bovaleddu, Cadelanisca, Cardanissia, Carrixa, Moraiola Minore, Muristeddo, Muristellu, Nieddu Prunizza) werden zum Beispiel die DOC-Rotweine Campidano di Terralba und Mandrolisai gekeltert, die einen herben Charakter haben.